# Cream Lemon
Cream Lemon (くりいむレモン ó くりぃむレモン Kurīmu Remon?) es un anime hentai creado por Fairy Dust con tramas profundas y con dibujos característicos clásicos (de finales de los 70s a principios de 80s). Es uno de los primeros OVA hentai, lanzado en 1984 (aunque no fue el primer hentai), y contiene más de 40 episodios hasta el momento (el más reciente fue lanzado en el 2002). 
Cream Lemon es una colección de historias surrealistas con diferentes situaciones y contenidos en tiempos diferentes, algunos incluyen, entre otros, fantasía, comedia, suspenso, sci-fi, acción, drama y misterio. El tema principal de la serie son las relaciones sexuales de cualquier tipo imaginable. Muchos capítulos son títulos separados, sin tener relación entre los personajes de las diferentes entregas. Sin embargo, hay dos series recurrentes, y por tanto, las más populares, las series Ami y Escalation. Cream Lemon se enfoca principalmente en temas irreales y exagerados que nunca pasarían.
Una relación a Cream Lemon es la serie Proyecto A-Ko, la cual originalmente iba a ser la tercera entrega, pero luego se modificó para ser un título más grande.

## Episodios

### Cream Lemon
1. "Be My Baby" (10 de agosto de 1984) (Serie Ami #1)
2. "Escalation - Konya wa Hardcore" (10 de septiembre de 1984) (Serie Escalation #1)
3. "SF Choujigen Densetsu Rall" (3 de diciembre de 1984)
4. "Pop Chaser" (13 de marzo de 1985)
5. "Ami Again" (10 de abril de 1985) (Serie Ami #2)
6. "Escalation 2: Kindan no Sonata" (25 de mayo de 1985) (Serie Escalation #2)
7. "Ikenai Mako-chan: Mako Sexy Symphony Zenpen" (12 de julio de 1985) (Toshiki Hirano diseñó a los personajes. Su esposa, Narumi Kakinouchi, fue la directora de animación para este episodio.
8. "Super Virgin" (10 de septiembre de 1985)
9. "Happening Summer" (20 de octubre de 1985)
10. "Star Trap" (25 de diciembre de 1985)
11. "Kuroneko Kan" (25 de enero de 1986)
12. Ikenai Mako-chan: Mako Sexy Symphony Kouhen" (25 de febrero de 1986)
13. "Ami III" (25 de mayo de 1986) (Serie Ami #3)
14. "Nalice Scramble" (5 de agosto de 1986)
15. "Choujigen Densetsu Rall II: Lamu Ru no Gyakushuu" (5 de diciembre de 1986)
16. "Escalation 3: Tenshi-tachi no Epilogue" (21 de febrero de 1987) (Serie Escalation #3)

### New Cream Lemon
1. "To Moriyama Special I: Jikan-me no Venus" (21 de marzo de 1987)
2. "White Shadow" (15 de abril de 1987)
3. "Ma Ningyou (madol)" (1 de mayo de 1987)
4. "Etude: Yuki no Koudou" (21 de junio de 1987)
5. "Yumeiro Bunny" (1 de julio de 1987)
6. "Summer Wind: Shoujo-tachi ga Hakon da Natsu" (30 de julio de 1987)
7. "Futari no Heartbreak Live" (26 de diciembre de 1987)
8. "Etude II: Soushun Concerto" (21 de enero de 1988)
9. "To Moriyama Special II: Houkago XXX" (21 de marzo de 1988)

### Serie Ami
Los episodios Ami, llamados por el nombre de la protagonista, sobre las cuales se fundó la serie, fueron muy populares, y se lanzaron OVA especiales y una película profundizando en su historia, estos especiales casi no contienen hentai.
- "Ami Image: Shiroi Kage" (15 de diciembre de 1985)
- "Tabidachi: Ami Shuushou" (21 de junio de 1986)
- "Ami: Sore Kara 1" (21 de octubre de 1988)
- "Ami: Sore Kara 2" (3 de febrero de 1989)
- "Ami: Sore Kara 3" (21 de junio de 1989)
- "Ami: Sore Kara 4" (21 de mayo de 1990)

### Especiales misceláneos
- "Dark" (25 de junio de 1987)
- "Madou Toshi Astaroth" (6 de diciembre de 1989)
- "To Moriyama Best Hit: 'Soukamoshinnai'" (4 de abril de 1990)
- "Europe no Inshou" (junio de 1990)
- "Kei Amagi Special: Cherry na Yuutsu" (julio de 1990)
- "Aoi Sei: Angie & Rose" (17 de julio de 1992)
- "Zoku Kuroneko Kan" (19 de marzo de 1993)

### Shin Seiki Cream Lemon
Luego de 10 años de ausencia, se lanzaron nuevos episodios de Cream Lemon, con otro siguiéndoles al año siguiente. Los episodios están conectados con las dos series más populares: Escalation y Ami.
1. "Escalation: Die Liebe" (27 de julio de 2001)
2. "Ami Recontrer" (23 de agosto de 2002)